# Pablo Gardey Peiró
Pablo Gardey Peiró (València, 1945) és un polític valencià.
Funcionari pertanyent a l'Escala d'Agents d'Extensió Agrària, del Servei d'Extensió Agrària, a les eleccions generals espanyoles de 1986 fou nomenat senador per la província de Castelló pel PSPV-PSOE en substitució de Luis Alcalá Gómez. Posteriorment fou nomenat Director provincial d'Agricultura, Pesca i Alimentació a Alacant fins al 1996. Actualment és president de la Societat d'Amics de la Serra Espadà.